# Bruselas-Halle-Vilvoorde
Bruselas-Halle-Vilvoorde (en francés: Bruxelles-Hal-Vilvorde; en neerlandés: Brussel-Halle-Vilvoorde), a menudo abreviado BHV, es una circunscripción electoral de Bélgica formada por los diecinueve municipios de la región de Bruselas-Capital y por treinta y cinco municipios flamencos situados alrededor de la capital belga. Esta circunscripción constituye un caso único en el sistema electoral belga, puesto que es la única situada a caballo entre dos regiones.
El territorio de esta circunscripción electoral, que es al mismo tiempo un distrito judicial, se extiende pues por dos áreas lingüísticas bien diferenciadas. Así, mientras que los diecinueve municipios de la región de Bruselas-Capital son bilingües (tanto el francés como el neerlandés son oficiales), los treinta y cinco municipios restantes se encuentran en una región, la de Flandes, donde la única lengua oficial es el neerlandés. Ahora bien, de estos municipios flamencos, seis tienen un estatuto sui generis y presentan ciertas facilidades lingüísticas para sus habitantes francófonos; son lo que se conoce en francés como communes à facilités. En estas seis localidades, situadas en el límite entre las regiones de Flandes y Bruselas-Capital, el régimen de monolingüsimo imperante en el resto de la región flamenca se ve atenuado.

## La especificidad de esta circunscripción electoral
La especificidad de esta circunscripción radica en el hecho de comprender territorios ubicados en regiones diferentes. Asimismo, esta es una de las dos únicas circunscripciones electorales cuyo territorio no coincide con el de una provincia, desde que en el año 2002 se modificara el mapa electoral belga. Ese año, el legislador belga aprobó la ley del 13 de diciembre de 2002 que modificaba el Código Electoral y en virtud de la cual se suprimían las circunscripciones electorales existentes, basadas en los distritos administrativos. Estos fueron sustituidos por unas nuevas circunscripciones basadas en la división provincial. Ahora bien, la mencionada ley establecía una notable excepción a esta regla general, al mantener dividida en dos una provincia, la del Brabante Flamenco. Así, la parte occidental de la provincia, que formaba hasta entonces el distrito de Halle-Vilvoorde, pasaba a constituir una única circunscripción con la región de Bruselas-Capital, mientras que la parte oriental seguía perteneciendo al distrito de Lovaina. Como consecuencia de la existencia de esta circunscripción, los habitantes francófonos del distrito de Halle-Vilvoorde pueden votar por candidaturas francófonas, cosa que no ocurre en ninguna otra parte de Flandes. Cabe destacar, sin embargo, que ninguna norma jurídica prohíbe a un partido flamenco presentarse por una provincia de Valonia, y viceversa. Pero, a pesar de ser legal, estas candidaturas constituyen una notable excepción en la Bélgica actual.
Otra característica que diferencia esta circunscripción del resto es el hecho de que sus diputados pueden pertenecer a cualquiera de los dos grupos lingüísticos existentes en la Cámara de Representantes. Los 150 diputados de esta cámara, además de dividirse en grupos parlamentarios en función del partido al cual pertenecen, se dividen en dos grupos lingüísticos, uno francófono y otro neerlandófono. Los diputados pertenecen a uno de los dos grupos en función de la circunscripción por la cual son elegidos. Los diputados elegidos en las circunscripciones de Valonia se adscriben al grupo francófono y los elegidos en Flandes, al neerlandófono. Dado que esta unidad electoral es bilingüe, los parlamentarios que salen escogidos se asignan a un grupo lingüístico en función de la lengua en que prestan juramento. Esta división en grupos lingüísticos es relevante en cuanto a la votación de las llamadas «leyes especiales», que además de una mayoría de dos tercios de la Cámara necesitan la aprobación por mayoría simple dentro de cada grupo lingüístico.

## Controversia política alrededor de esta circunscripción
La existencia de esta circunscripción ha sido objeto de críticas por parte de los partidos flamencos, que consideran que atenta contra el unilingüismo de la región de Flandes, a la vez que constituye una discriminación al beneficiar a los partidos francófonos, que pueden adicionar los votos obtenidos en el distrito de Halle-Vilvoorde a los recogidos en Bruselas, mientras que los partidos neerlandófonos no pueden hacer lo mismo con los votos que pudieran obtener en la provincia del Brabante Valón. Una de las principales opciones que estos partidos, así como las instituciones flamencas, defienden es la escisión en dos de esta circunscripción electoral. Por un lado, el distrito de Halle-Vilvoorde formaría una nueva circunscripción, con el distrito de Lovaina, que comprendería toda la provincia del Brabante Flamenco y que respetaría así el principio establecido en 2002 según el cual los distritos electorales tienen que coincidir con el territorio de las provincias. Por otra parte, la región bilingüe de Bruselas-Capital constituiría su propia circunscripción, manteniendo la división de las candidaturas en dos colegios electorales, uno francófono y otro neerlandófono, a la hora de proceder al reparto de escaños, para garantizar la representación del electorado de habla neerlandesa.
Esta propuesta de modificación del sistema electoral vigente no ha sido bien recibida por los partidos políticos francófonos, que hasta el día de hoy se oponen rotundamente si no es a cambio de contrapartidas, como por ejemplo la unión de los municipios "con facilidades" de la periferia bruselense a la región de la capital. De esta manera, estos seis municipios flamencos pasarían a encontrarse dentro de una región oficialmente bilingüe y sus habitantes podrían escoger a qué Comunidad pertenecer, si a la flamenca o a la francófona, tal y como ya pueden hacer actualmente todos los habitantes de la región de Bruselas-Capital. 
Las disputas en torno al distrito BHV han afectado seriamente las relaciones entre los partidos políticos flamencos y francófonos, llegando incluso a hacer caer el gobierno federal liderado por Yves Leterme en abril de 2010.

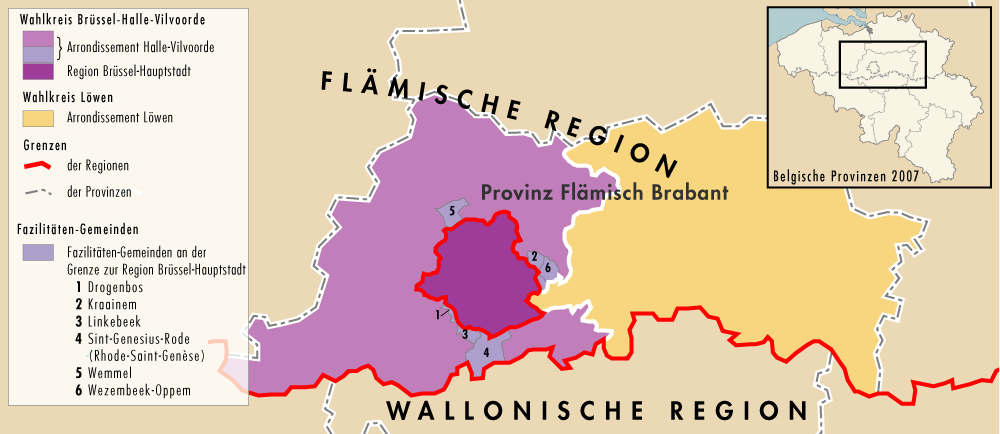
Circunscripciones electorales de Bruselas-Halle-Vilvoorde (tonos morados) y Lovaina (naranja).

## Municipios
La circunscripción de Bruselas-Halle-Vilvoorde está formada por los siguientes municipios:

### Bruselas-Capital
- Anderlecht
- Auderghem / Oudergem
- Berchem-Sainte-Agathe / Sint-Agatha-Berchem
- Bruselas
- Etterbeek
- Evere
- Forest / Vorst
- Ganshoren
- Ixelles / Elsene
- Jette
- Koekelberg
- Molenbeek-Saint-Jean / Sint-Jans-Molenbeek
- Saint-Gilles / Sint-Gillis
- Saint-Josse-ten-Noode / Sint-Joost-ten-Node
- Schaerbeek / Schaarbeek
- Uccle / Ukkel
- Watermael-Boitsfort / Watermaal-Bosvoorde
- Woluwe-Saint-Lambert / Sint-Lambrechts-Woluwe
- Woluwe-Saint-Pierre / Sint-Pieters-Woluwe

### Flandes
| - Affligem - Asse - Beersel - Bever - Dilbeek - Drogenbos - Galmaarden | - Gooik - Grimbergen - Halle - Herne - Hoeilaart - Kampenhout - Kapelle-op-den-Bos | - Kraainem - Lennik - Liedekerke - Linkebeek - Londerzeel - Machelen - Meise | - Merchtem - Opwijk - Overijse - Pepingen - Roosdaal - Sint-Genesius-Rode - Sint-Pieters-Leeuw | - Steenokkerzeel - Ternat - Vilvoorde - Wemmel - Wezembeek-Oppem - Zaventem - Zemst |